# Wikipédia en malais
 (juin 2025).
Wikipédia en malais (en malais : Wikipedia Bahasa Melayu) est l’édition de Wikipédia en malais, langue malaïque parlée en dans le monde malais. L'édition est lancée le 26 octobre 2002. Son code est : ms.
Au 13 août 2025, l'édition en malais contient 431 634 articles et compte 358 200 contributeurs, dont 590 contributeurs actifs et 13 administrateurs.

## Présentation

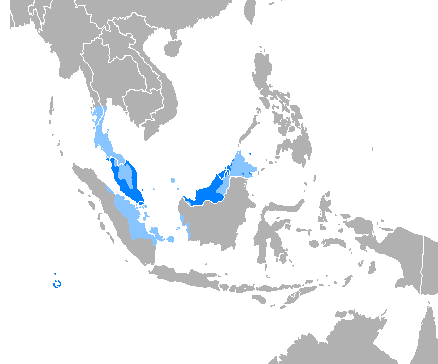
Aire de diffusion du malais.

## Statistiques
- Le 11 juillet 2013 l'édition en malais compte 220 611 articles et 117 720 utilisateurs, ce qui en fait la 26e version de Wikipédia en nombre d'articles.
- Le 31 mai 2016, elle possède 283 581 articles.
- Le 13 octobre 2022, elle contient 360 479 articles et compte 301 287 contributeurs, dont 601 contributeurs actifs et 15 administrateurs.
- Le 25 août 2023, elle contient 366 977 articles et compte 319 556 contributeurs, dont 636 contributeurs actifs et 15 administrateurs.
- Le 13 août 2024, elle contient 388 323 articles et compte 340 542 contributeurs, dont 688 contributeurs actifs et 13 administrateurs.